# Lotofire
Lotofire es el tercer álbum de la cantautora mexicana Ely Guerra, segundo con la disquera EMI Music y lanzado en el año de 1999.
Producido por Andrés Levin, este álbum cuenta con sonidos maduros y letras profundas.
Mucho llama la atención el arte del booklet, que cuenta con fotos tomadas por la misma Ely Guerra y aportes de la fotógrafa Yvonne Venegas. Considerado como el mejor disco de la cantautora[cita requerida], fue lanzado más tarde en Estados Unidos bajo el sello Higer Octave con el tema "De la calle" como bonus track.
Una reedición del disco fue lanzada por EMI Music en 2002 en formato de disco doble, el primero contiene las canciones de la edición original y el segundo temas inéditos y remixes.

## Track List (1999)
| #   | Título       | Autor(es)                | Tiempo |
| --- | ------------ | ------------------------ | ------ |
| 1.  | Profundidad  | Ely Guerra               | 5:08   |
| 2.  | Yo No        | Ely Guerra               | 4:48   |
| 3.  | Vete         | Ely Guerra               | 4:48   |
| 4.  | Mejor me Voy | Ely Guerra               | 3:24   |
| 5.  | Tengo Frío   | Ely Guerra, Andrés Levin | 4:49   |
| 6.  | Abusar       | Ely Guerra, Andrés Levin | 5:49   |
| 7.  | Silencio     | Ely Guerra               | 5:12   |
| 8.  | El Tiempo    | Ely Guerra               | 5:12   |
| 9.  | El Mar       | Ely Guerra               | 2:40   |
| 10. | Prometo Ser  | Ely Guerra               | 3:20   |

## Track List (2002) (Reedición)
CD 1
| #   | Título       | Autor(es)                | Tiempo |
| --- | ------------ | ------------------------ | ------ |
| 1.  | Profúndidad  | Ely Guerra               | 5:08   |
| 2.  | Yo No        | Ely Guerra               | 4:48   |
| 3.  | Vete         | Ely Guerra               | 4:48   |
| 4.  | Mejor me Voy | Ely Guerra               | 3:24   |
| 5.  | Tengo Frío   | Ely Guerra, Andrés Levin | 4:49   |
| 6.  | Abusar       | Ely Guerra, Andrés Levin | 5:49   |
| 7.  | Silencio     | Ely Guerra               | 5:12   |
| 8.  | El Tiempo    | Ely Guerra               | 5:12   |
| 9.  | El Mar       | Ely Guerra               | 2:40   |
| 10. | Prometo Ser  | Ely Guerra               | 3:20   |

CD 2
| #  | Título                           | Autor(es)                 | Tiempo |
| -- | -------------------------------- | ------------------------- | ------ |
| 1. | De La Calle                      | Ely Guerra, Diego Herrera | 4:24   |
| 2. | Sueles Dejarme Solo              | Gustavo Cerati            | 3:36   |
| 3. | Abusar (Bostich Remix)           | Ely Guerra, Andrés Levin  | 4:48   |
| 4. | Tengo Frío (DJ Maxification Mix) | Ely Guerra, Andrés Levin  | 7:46   |
| 5. | El Mar (DJ Angustias Mix)        | Ely Guerra                | 3:35   |
| 6. | Prometo Ser (Paraíso Mix)        | Ely Guerra                | 5:26   |

## Producción
- Productor. Andrés Levin
- Ely Guerra. Voces, guitarras acústicas y eléctricas, piano.
- Andrés Levin. Bajos, guitarras eléctricas, wurlitzer, piano, fun machine, stylophone, harmonium y programación.
- Eloy Sánchez. Batería
- Larry Mullins. Tabla, Percusión, Vibráfono, Glockenspiel, Caja de ritmos [808], Xilófono
- Yvonne Venegas. Fotografía

- Datos: Q5981398